# Кащеевка (Ростовская область)
Кащеевка — хутор в Тацинском районе Ростовской области.
Входит в состав Скосырского сельского поселения.
Население 102 человек.

## География

### Улицы
- ул. Луговая,
- ул. Набережная,
- ул. Пролетарская,
- ул. Степная.

## Население
| 2010 |
| ---- |
| 95   |